# UK Indie Chart
UK Indiependent Chart eller Indie Chart är en topplista i Storbritannien. På den listas den bästsäljande indiemusiken. Listan har funnits sedan 19 januari 1980.